# Robert Calvert
Robert Calvert (Pretoria, 9 marzo 1945 – Ramsgate, 14 agosto 1988) è stato un cantante e poeta sudafricano.
È famoso per aver fatto parte del gruppo di Rock progressivo Hawkwind.

## Biografia
Si trasferisce fin da piccolo in Inghilterra e inizia l'attività di poeta nel 1967. Inizia nel 1972 la collaborazione con gli Hawkwind. Dopo aver lasciato il gruppo si dedica alla carriera solista. Muore nel 1988.

## Discografia

### Con gli Hawkwind

#### Album studio
- 1976 - "Astounding Sounds, Amazing Music"
- 1977 - "Quark, Strangeness and Charm"
- 1978 - "25 Years On"
- 1979 - "PXR5"

#### Live
- 1973 - "Space Ritual"

### Solista
- 1974 - "Captain Lockheed and the Starfighters"
- 1975 - "Lucky Leif and the Longships"
- 1981 - "Hype"
- 1984 - "Freq"
- 1986 - "Test-Tube Conceived"
- 1989 - "At the Queen Elizabeth Hall"